# Castelletto Merli
Castelletto Merli (piemontiul: Castlèt dij Merlo) település Olaszországban, Piemont régióban, Alessandria megyében. Lakosainak száma 456 fő (2023. január 1.). Castelletto Merli Alfiano Natta, Cerrina Monferrato, Mombello Monferrato, Moncalvo, Odalengo Piccolo és Ponzano Monferrato községekkel határos.

## Népesség
A település lakossága az elmúlt években az alábbi módon változott:
| Lakosok száma | 472  | 456  | 456  |
|               | 2017 | 2018 | 2023 |